# Myskand
Myskand (Cairina moschata) är en fågelart i familjen änder (Anatidae) vars ursprungliga bestånd återfinns från Mexiko till centrala Sydamerika. Den domesticerade formen myskanka har introducerats i andra delar av världen. Små förvildade populationer har också etablerat sig i USA, särskilt i Florida, Louisiana, Massachusetts och Hawaii, samt i många andra delar av Nordamerika, inklusive södra Kanada.
Det är en stor and, där hanarna är ungefär 76 cm långa och väger upp till 7 kg. Honorna är märkbart mindre och väger bara ca 3 kg, ungefär hälften av hanarnas vikt. Fågeln är övervägande svart och vit, med baksidans fjädrar som är färgskiftande och glänsande hos hanarna, medan honorna är mer enfärgade. Mängden vitt på halsen och huvudet varierar, liksom näbben, som kan vara gul, rosa, svart eller en blandning av dessa färger. Den kan ha vita fläckar eller band på vingarna, vilket märks mest under flygning.
Trots att myskanden är en tropisk fågel, anpassar den sig bra till kallare klimat, trivs i väder så kallt som −12 °C och kan överleva ännu kallare förhållanden.

## Beskrivning
Den ursprungliga vilda myskanden, varifrån alla myskankor härstammar, är svartaktig, med stora vita vingfläckar. Längden varierar från 66 till 84 cm med ett vingspann av 137 till 152 cm och vikt från 1,1 till 4,1 kg. På huvudet har den vilda hanen en kort kam i nacken. Näbben är svart med blekrosa fläckar. En svartaktig eller mörkröd knopp kan ses vid näbbens bas, som till färgen liknar den nakna huden i ansiktet. Ögonen är gulbruna. Benen och de simhudsförsedda fötterna är svartaktiga. Den vilda honan har liknande fjäderdräkt, med fjäderbeklätt ansikte och saknar den framträdande knoppen. Ungar har överlag mattare färg, med lite eller inget vitt på övervingen.
Myskand hanarna har spiralformade penisar som blir upprättstående till 19 cm  på 0,3 sekunder. Honorna har slidor som slingrar sig i motsatt riktning som verkar ha utvecklats för att begränsa påtvingad parning av hanar.

## Ekologi
Myskanden är en stannfågel som vanligtvis lever i våtmarker, i skogsmiljöer, vid sjöar, vattendrag och närliggande gräsområden och åkermark. Den föredrar att tillbringa natten i träd. Myskanden lever av växtdelar som den betar i grunda vatten, småfisk, groddjur, reptiler, blötdjur, kräftdjur, insekter och mångfotingar. Häckningen kan ske två eller flera gånger per år. Boet byggs vanligen nära vatten med en buske eller ett lågt träd som skydd. Äggen är vita och åtta till tio till antalet. De ruvas i cirka 35 dagar.

## Myskanka
Den domesticerade formen kallas myskanka och är som många domesticerade andfåglar sattare till formen och har ett kraftigare bukparti än sin vilda släkting. Den är dock till skillnad från de flesta tamankor flygkunnig (om de inte är vingklippta) och kan flyga upp till flera hundra meter. I likhet med sin vilda anfader är den en tystlåten anka som inte kvackar utan endast väser. Den finns i en speciellt svensk variant – svensk myskanka. Myskankan har blivit känd för att äta mördarsniglar, eftersom den äter blötdjur, men ankans faktiska aptit för dessa sniglar beror på närvaro av annan föda och verkar även skilja sig mellan individer.

### Ursprung
Myskankor introducerades i Europa runt 1550. Det första konkreta belägget för deras förekomst i Sverige hittas i Linnés resa genom Skåne. Tidigare antog man att myskankor kunde bli korsad med vanliga ankor, men att dessa korsningar skulle vara sterila. Nyare forskning har dock visat att de kan vara fertila när de korsas tillbaka, både med myskankor och vanliga ankor. Under 1970- och 80-talen importerades stora myskankor från Frankrike och Ungern för att användas i köttproduktion.

## Status
Arten har ett stort utbredningsområde och en stor population, men tros minska i antal, dock inte tillräckligt kraftigt för att den ska betraktas som hotad. Internationella naturvårdsunionen IUCN kategoriserar därför arten som livskraftig (LC). Världspopulationen uppskattas till i storleksordningen 50 000–500 000 individer.